# MCG-02-33-101
MCG-02-33-101 هو اصطدام مجري، يقع في كوكبة العذراء. وقد اكتشفه ويليام هيرشل.

## روابط خارجية
- MCG-02-33-101 على موقع ويكي سكاي: DSS2, SDSS, GALEX, IRAS, Hydrogen α, X-Ray, Astrophoto, Sky Map, Articles and images